# Sibiu Cycling Tour 2011
Die Cycling Tour of Sibiu wurde vom 6. bis 10. Juli 2011  als Rennen der Kategorie 2.2 im Rahmen der UCI Europe Tour mit 20 Teilnehmern ausgetragen. Das Rennen führte über fünf Etappen und eine Gesamtlänge von 446,5 km. Sieger war der Bulgare Wladimir Koew.

## Etappen
| Etappe | Tag      | Strecke                                                                 | km    | Typ | Sieger                   |
| ------ | -------- | ----------------------------------------------------------------------- | ----- | --- | ------------------------ |
| 1      | 6. Juli  | Poplaca – Hermannstadt                                                  | 10    |     | RC ARBÖ Gourmetfein Wels |
| 2      | 7. Juli  | Hermannstadt – Mediaș – Sighișoara – Agnita – Cincu – Avrig             | 199,5 |     | Maksym Vasyliev          |
| 3      | 8. Juli  | Mediaș – Bârghiș – Șeica Mare – Ocna Sibiului – Hermannstadt – Păltiniș | 145   |     | Wladimir Koew            |
| 4      | 9. Juli  | Historische Altstadt von Hermannstadt                                   | 25    |     | Christian Poos           |
| 5      | 10. Juli | Hermannstadt – Michelsberg – Cisnădie – Sadu – Avrig – Bâlea-See        | 95,5  |     | Riccardo Zoidl           |

## Wertungen
|                | Fahrer              | Team                          | Zeit       |
| -------------- | ------------------- | ----------------------------- | ---------- |
| 1              | Wladimir Koew       | Konya Torku Şeker Spor-Vivelo | 11:32:48 h |
| 2              | Alessio Marchetti   | Centro Revisioni Cerone       | + 0:52 min |
| 3              | Olexandr Martynenko | ISD-Lampre Continental        | + 1:27 min |
| Grünes Trikot  | Anatolij Pachtussow | ISD-Lampre Continental        | -          |
| Oranges Trikot | Artjom Toptschanjuk | ISD-Lampre Continental        | -          |
| Blaues Trikot  | Anatoliy Kashtan    | Centro Revisioni Cerone       | -          |